# Parc national de Doñana
Le parc national de Doñana est un parc national d'Espagne situé en Andalousie, dans le sud du pays, principalement sur le territoire de la province de Huelva, et dans une moindre mesure, sur ceux de la province de Séville et de Cadix. Créé en 1969, le parc s'étend sur plus de 54 000 hectares, y compris en zone maritime. Le parc est une zone de marais, de ruisseaux peu profonds et de dunes de sable à Las Marismas, le delta où le fleuve Guadalquivir se jette dans l’océan Atlantique. Deux espèces menacées y vivent, le lynx pardelle et l'aigle ibérique.
La zone naturelle est également protégée au sein du parc naturel de Doñana qui enserre le parc national en plusieurs secteurs.

## Le site et ses atouts

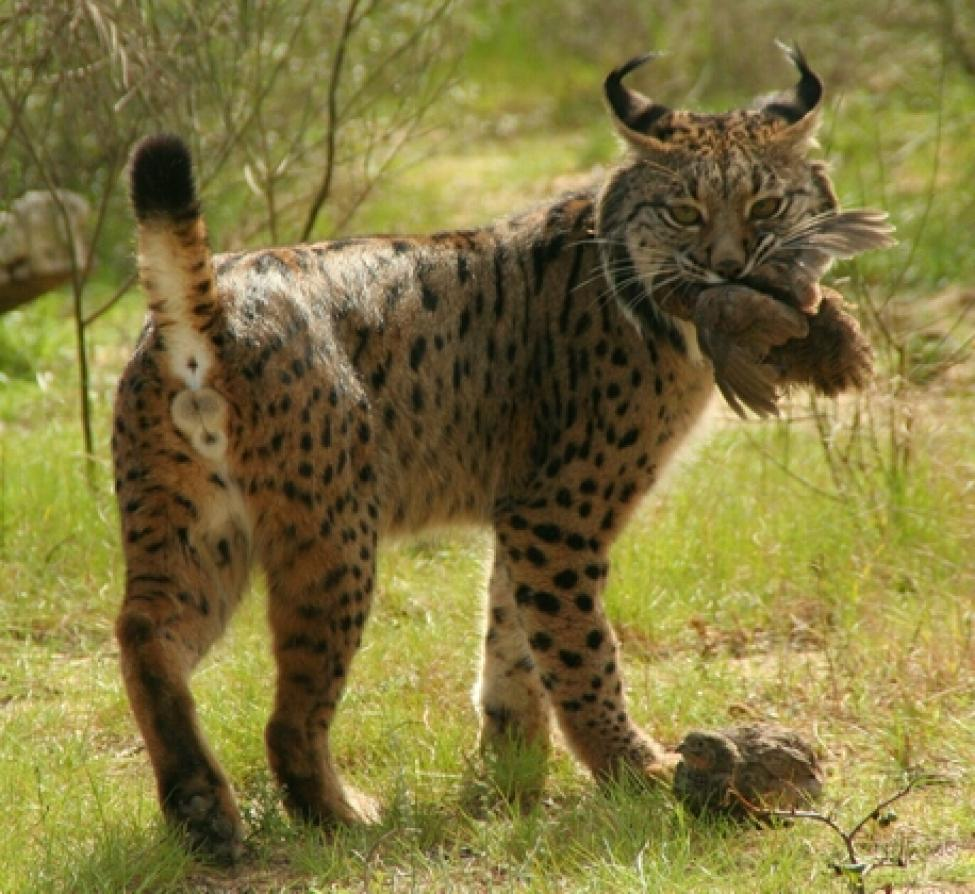
Le Lynx d’Espagne, espèce menacée (statut critique) est un symbole du parc.

Le domaine longe la rive droite du Guadalquivir au niveau de son estuaire sur l'océan Atlantique.
Le parc national de Doñana possède une biodiversité unique en Europe, bien qu’il existe certaines similitudes avec le parc naturel régional de Camargue du delta de la Camargue en France, avec lequel le parc de Doñana est jumelé . 
Les milieux naturels y sont extrêmement variés et l'on peut passer en quelques kilomètres de dunes, tantôt stables, tantôt mobiles, à des marais secs ou humides. Les maquis boisés de chênes-lièges ou d'oliviers contrastent également avec les lagunes à faible niveau d'eau.
Doñana est reconnu réserve de biosphère de l'Unesco en 1980, et classé au patrimoine mondial de l'Unesco depuis 1994. L'Espagne l'inscrit sur sa liste de sites Ramsar le 5 avril 1982. Compte tenu des menaces qui pèsent sur l'écosystème, Doñana est placée sur le « registre de Montreux » en 1990.

## Menaces, pressions

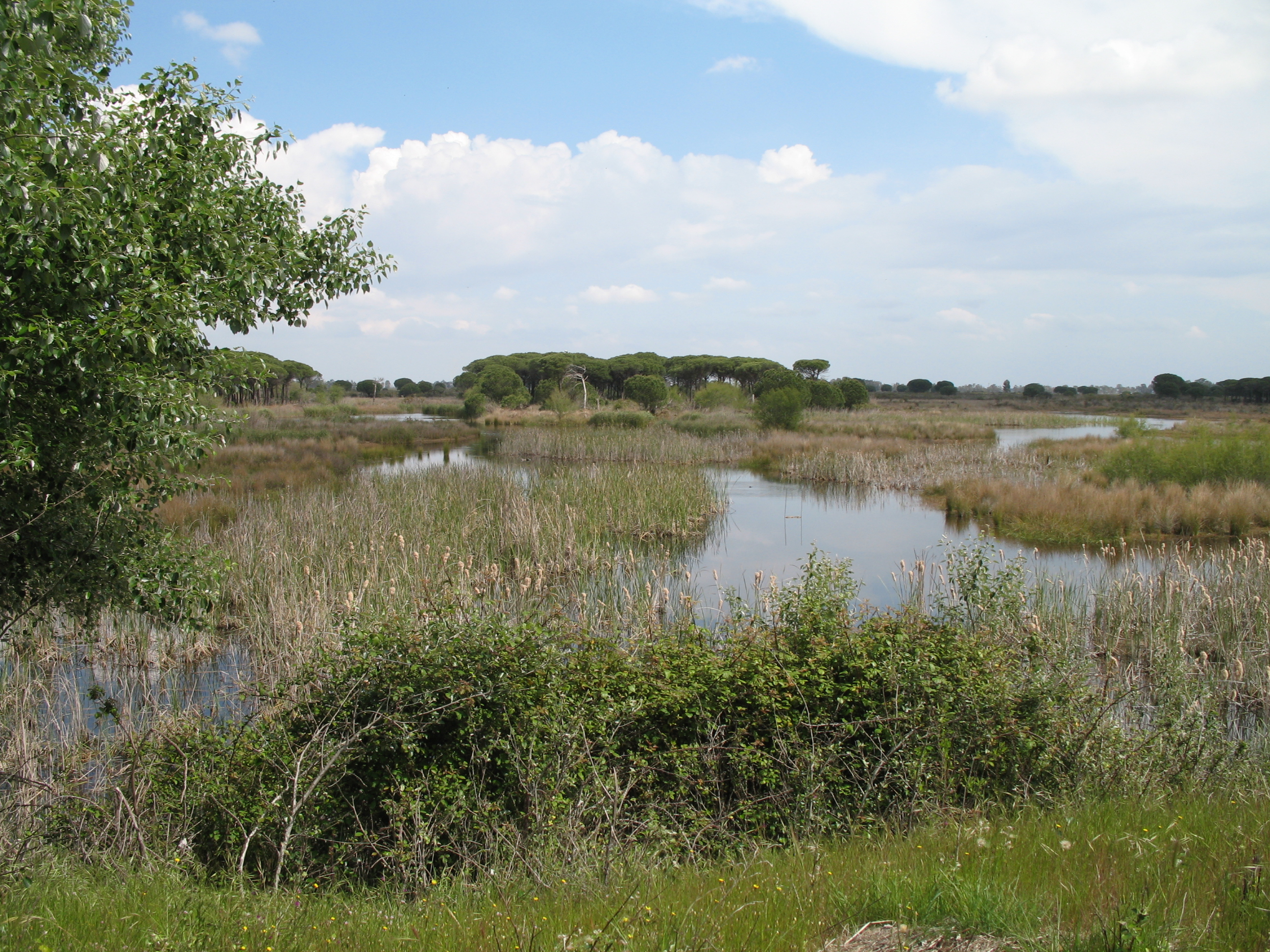
Vue du parc près de la zone d’accueil du public 'El Acebuche'.

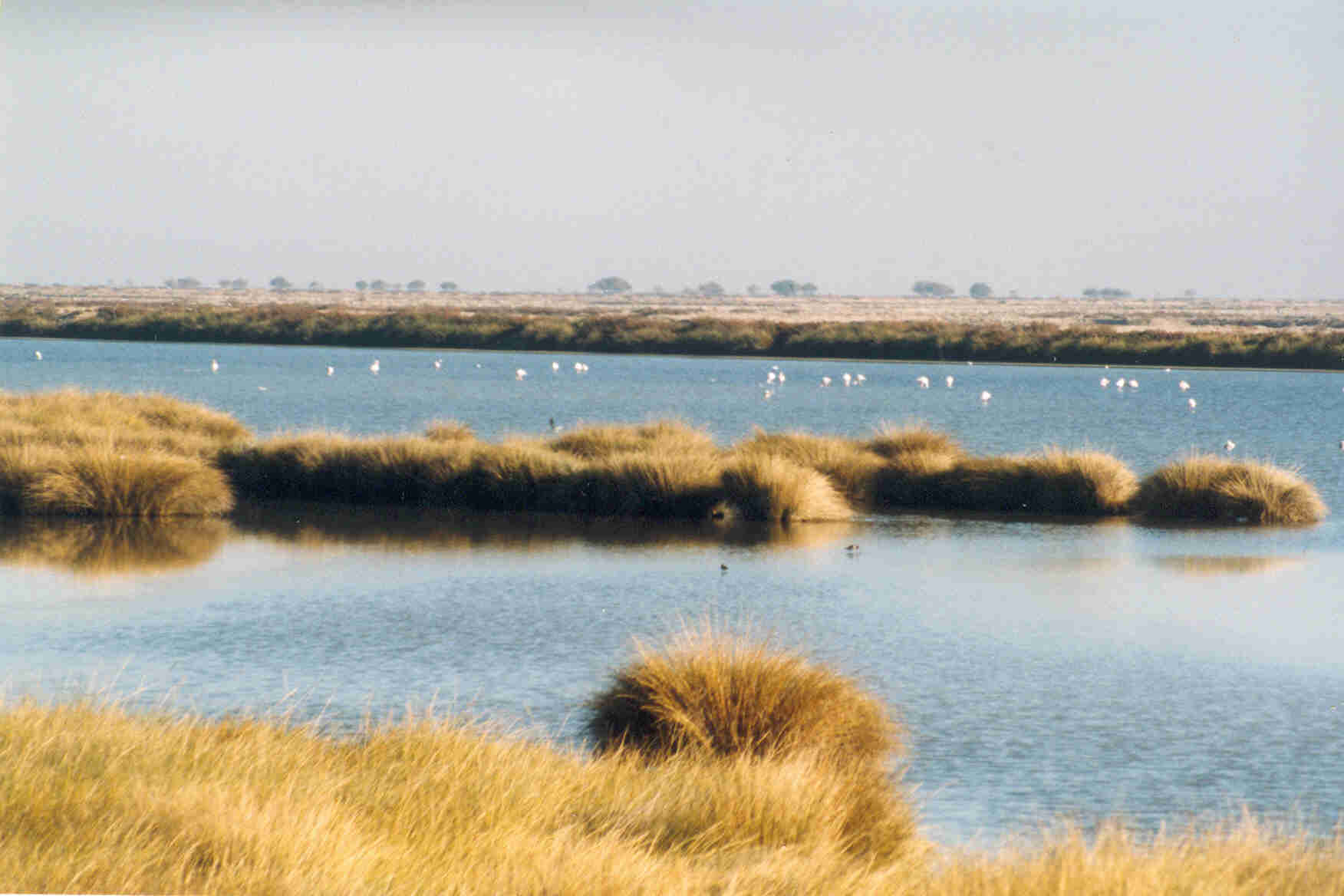
La présence de nombreuses zones humides a justifié la création du parc.

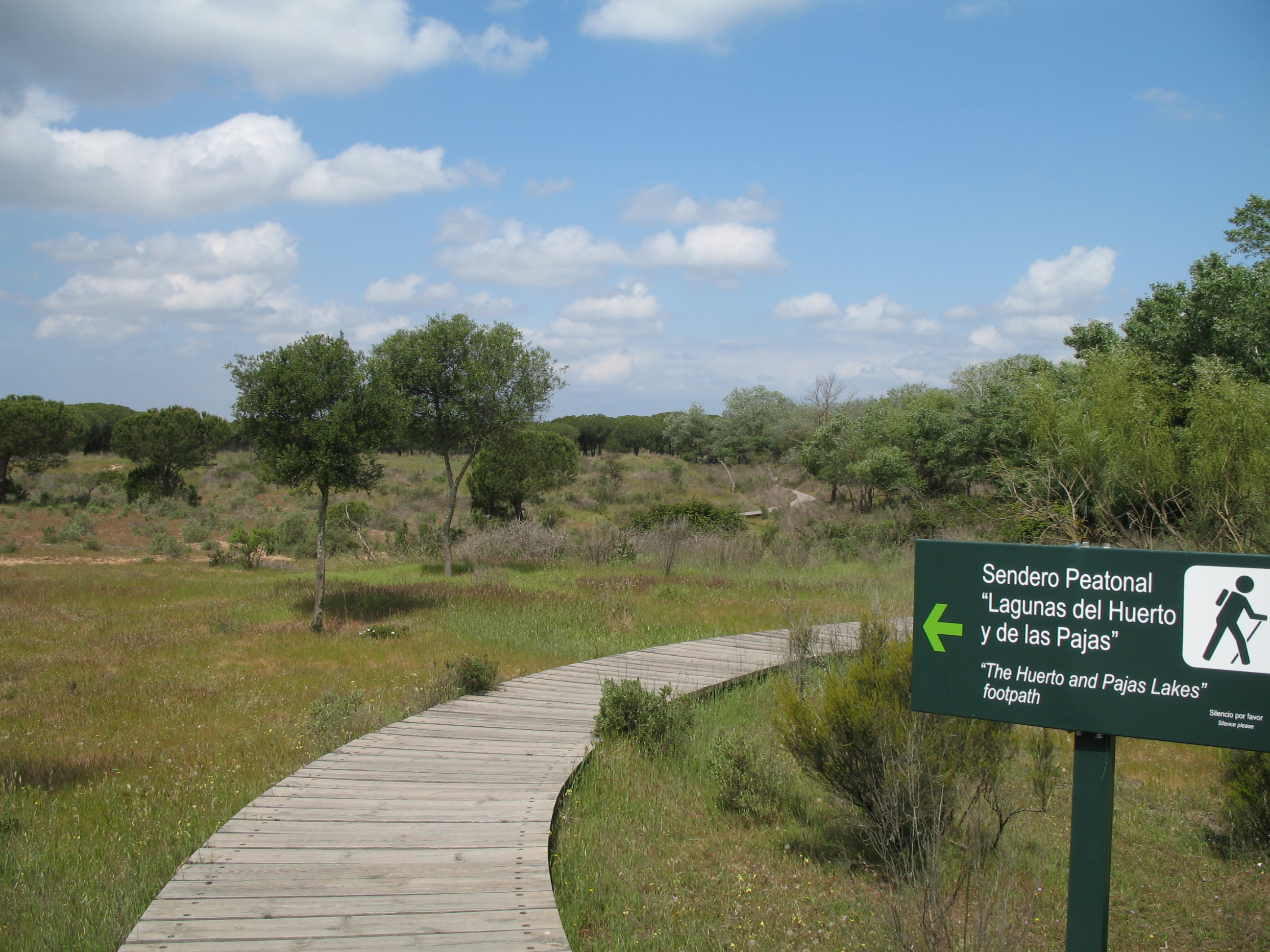
Accueil du public.

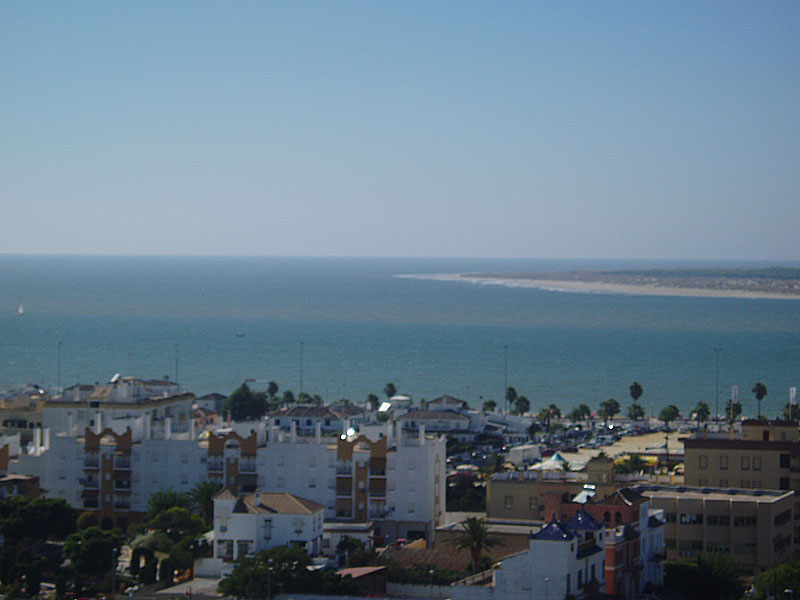
Pression touristique et périurbanisation sont dans toute l’Espagne un problème croissant.

Les premières menaces étaient le tourisme (risque de surfréquentation), la chasse et l'urbanisation ; elles sont contrôlées ou encadrées par la création du parc.
L'agriculture intensive est devenue une nouvelle menace :
Le parc est en effet maintenant entouré par environ 5 000 ha de culture industrielle de fraise (330 000 tonnes récoltées en 2006, dont 25 % soit 83 000 tonnes, exportées vers la France). Ces cultures se sont fortement étendues depuis les années 1980. En 2006-2007, 40 % d'entre elles étaient illégales (mais tolérées par le gouvernement), selon WWF.
Plus d'une centaine d'hectares de culture de fraisiers ont été illégalement « conquis » sur le territoire théoriquement protégé du parc national de Doñana. Ces cultures intensives y empoisonnent de nombreux organismes vivants par les produits chimiques, et contribuent à l'eutrophisation des milieux et à leur assèchement (en raison des forages illégaux réalisés pour l'irrigation des fraisiers ; ces forages selon le WWF pompent environ 50 % de l'eau qui alimentait autrefois les zones humides du parc). Fin 2023, le gouvernement et la région d'Andalousie ont signé un accord doté d'1,4 milliard d'euros visant à supprimer le pompage illégal qui assèche le parc.
La monoculture épuise les sols périphériques, diminue le degré de naturalité des paysages, et y favorise la pullulation de parasites des fraisiers, justifiant chaque automne un traitement de stérilisation chimique des sols. Pour ceci, les fraisiculteurs utilisent du bromure de méthyle (poison, gaz à effet de serre, et destructeur de la couche d'ozone, interdit en 2005 – dernière limite – par le protocole de Montréal de 1987) et de la chloropicrine (produit utilisé comme arme chimique lors de la Première Guerre mondiale). De grandes quantités de bâches plastiques (cinq mille tonnes par an) dont le plastique noir couvre-sol, contaminées par les pesticides, sont enterrées ou brûlées à l'air libre. De plus, 2 000 hectares ont été déboisés pour étendre les cultures de fraises. Les lapins et micro-mammifères dont se nourrissent les lynx sont en forte régression, mettant l'espèce un peu plus en péril.

## Faune
Les animaux recensés dans le parc comprennent 20 espèces de poissons d’eau douce, 10 espèces d’amphibiens, 13 espèces de reptiles, 37 espèces de mammifères et 360 espèces d’oiseaux non marins, dont 127 se sont reproduites dans le parc.
Le parc est un refuge et un paradis d'hivernage pour plus de 500 000 oiseaux d'eau chaque année. Ce sont eux et un paysage exceptionnel que le public vient le plus rechercher mais de nombreuses autres espèces vivent dans le parc qui est situé dans un des hot-spots européens et planétaires de biodiversité, dont environ 300 espèces de vertébrés et de crustacés.
Il n'est pas rare d'y rencontrer des flamants roses, des aigles impériaux (une quinzaine de couples), des caméléons, des cerfs, des daims, des mangoustes et des crabes.
Le parc national de Doñana est également le dernier refuge du félin devenu le plus rare et le plus menacé d'extinction de la planète : le lynx d'Espagne (ou « lynx pardelle » ou « lynx ibérique ». Deux petits noyaux d'une cinquantaine d'individus subsistent dans la région, dont une vingtaine vivent dans le parc ou à ses abords (pour une centaine d'individus au total). 

## Visites
Aux portes du parc, des centres d'information accueillent le public. Des circuits pédestres et des observatoires permettent d'observer discrètement les animaux. Le meilleur moment pour visiter le parc est peut-être l'automne, à l'arrivée de dizaines de milliers d'oiseaux migrateurs. 
Près de 300 000 personnes le visitent chaque année. 

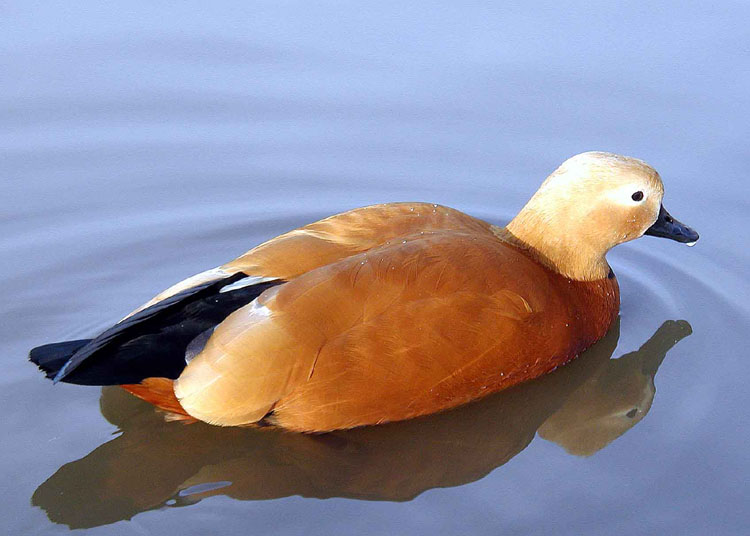
Tadorne casarca.
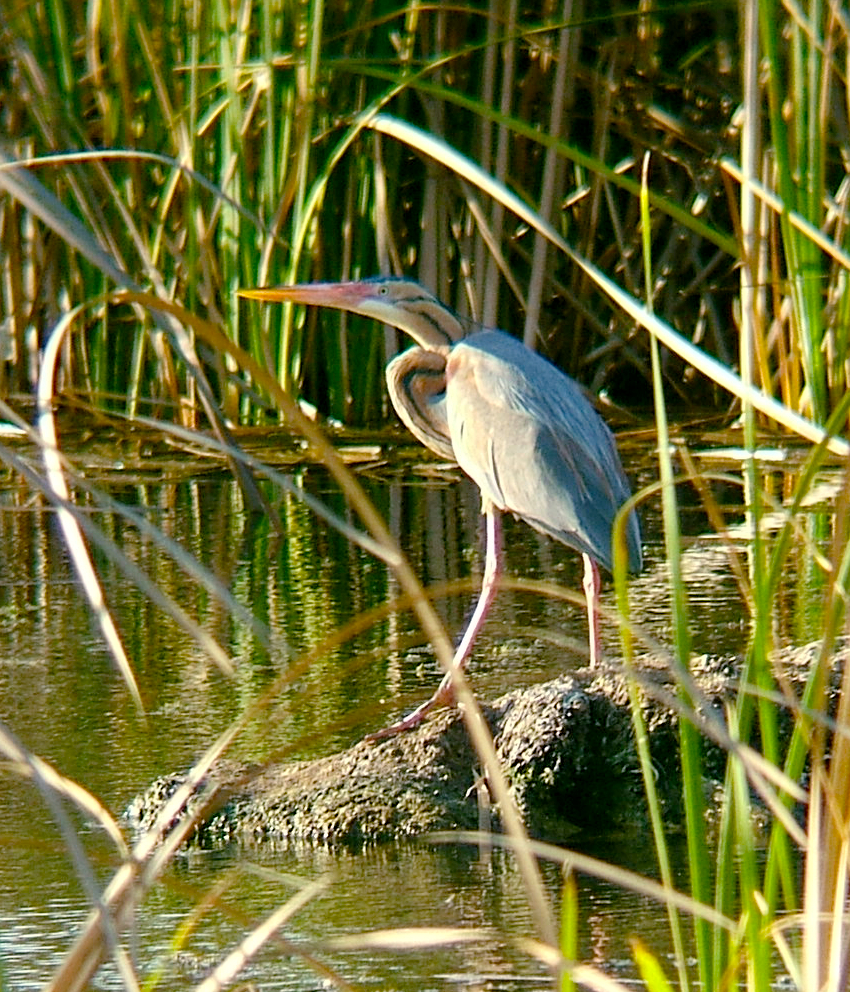
Héron pourpré.
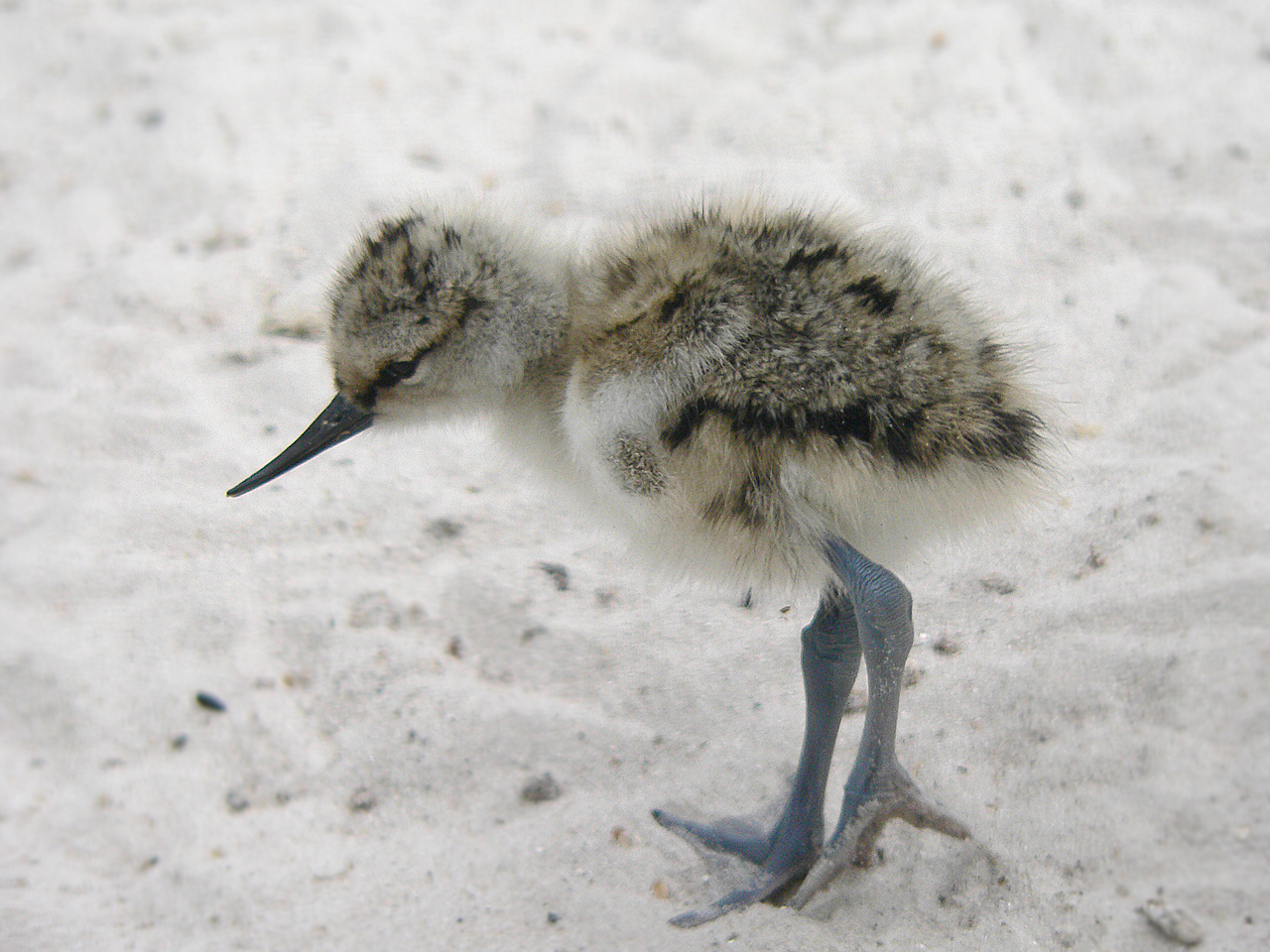
Poussin d'Avocette élégante.
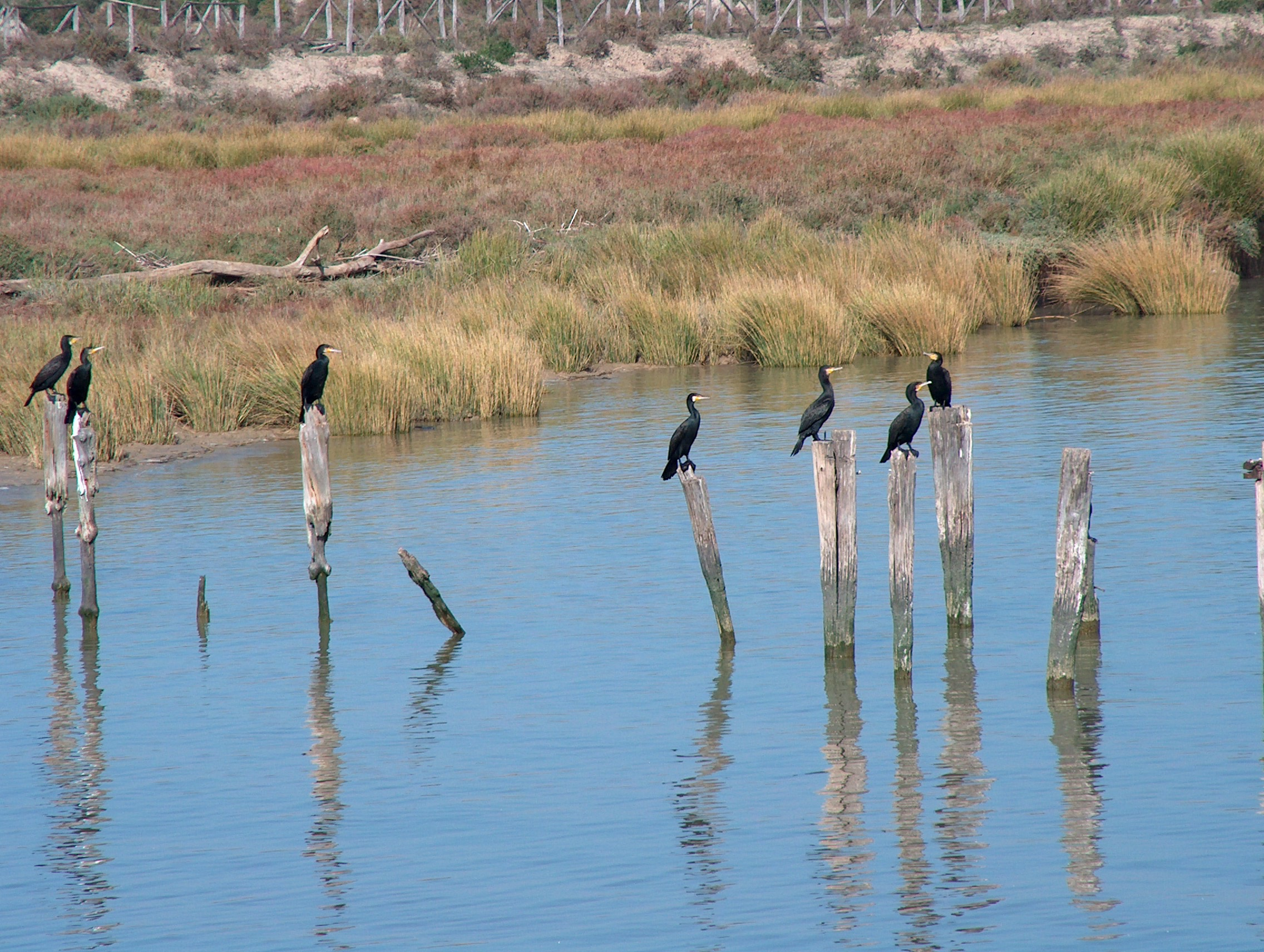
Cormorans près du río Guadalquivir.

## Galerie

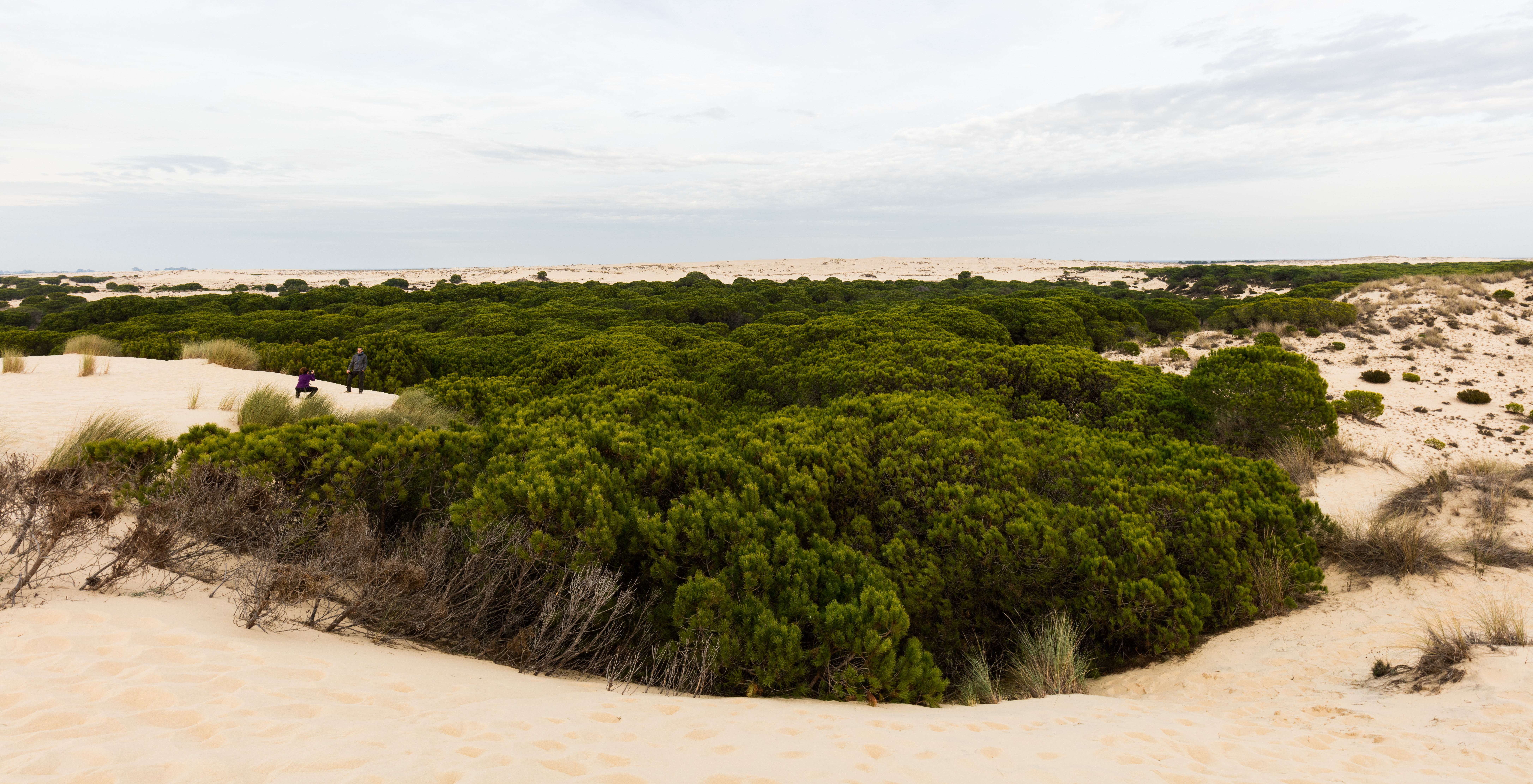
Dunes
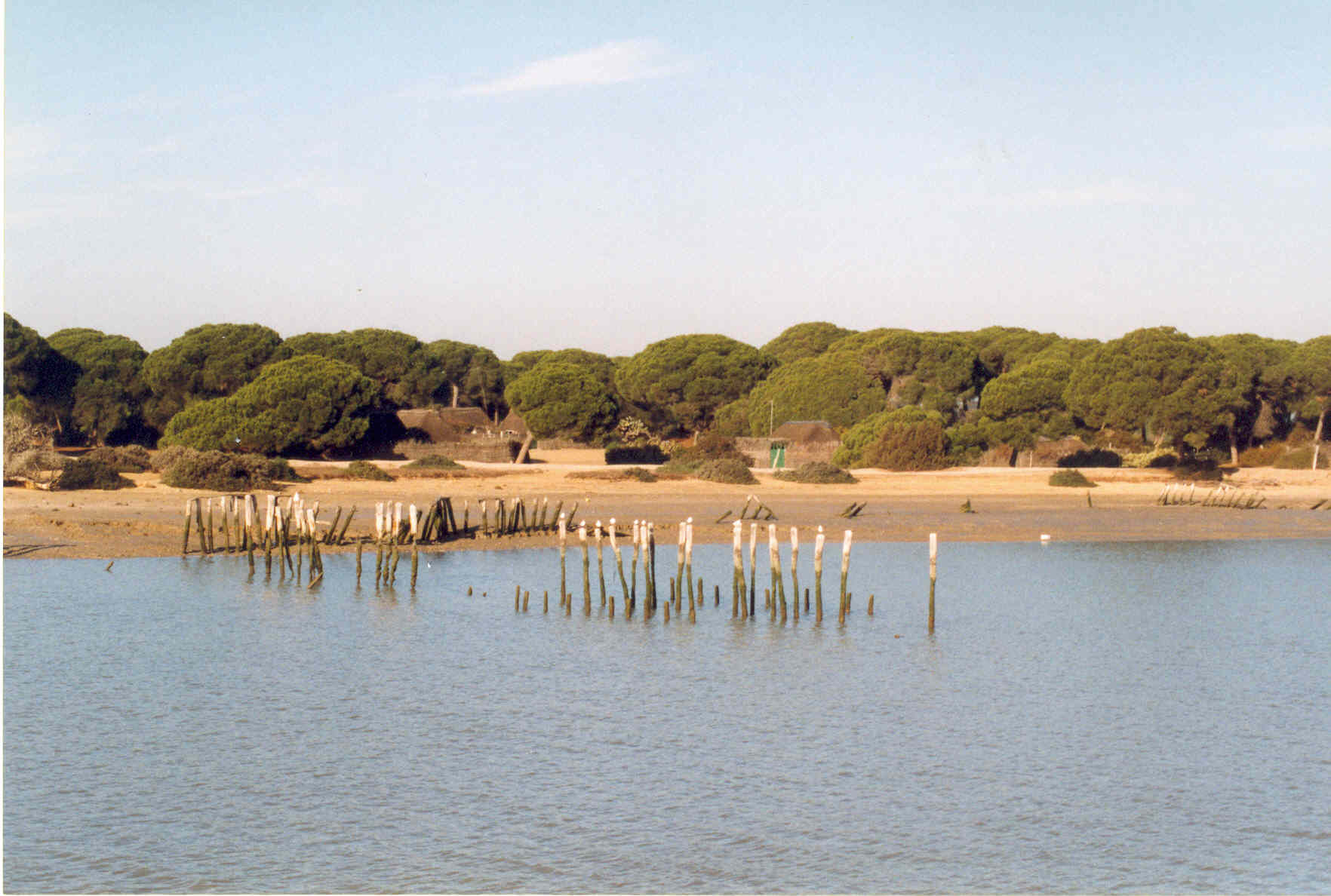
Zone humide
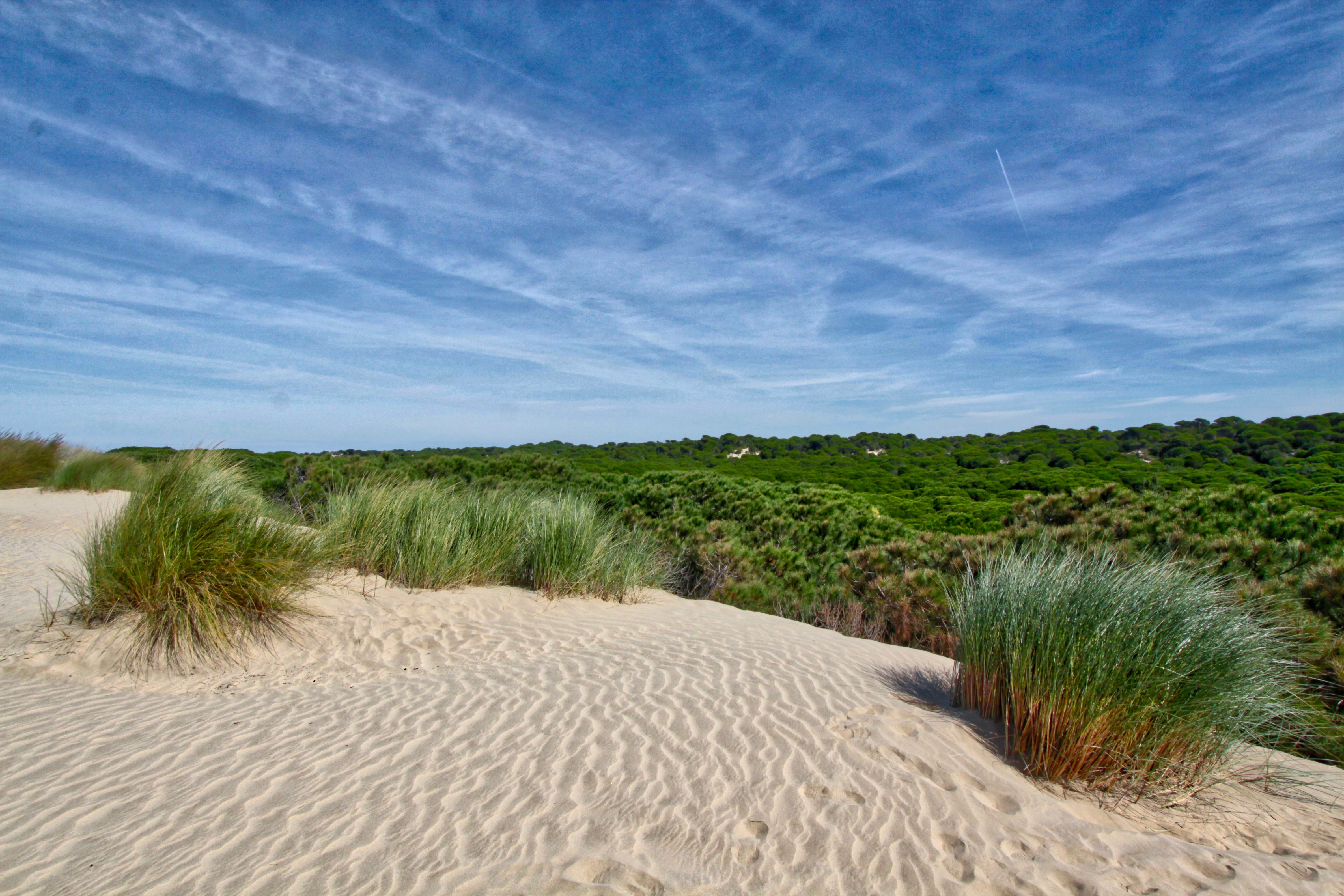
Vue
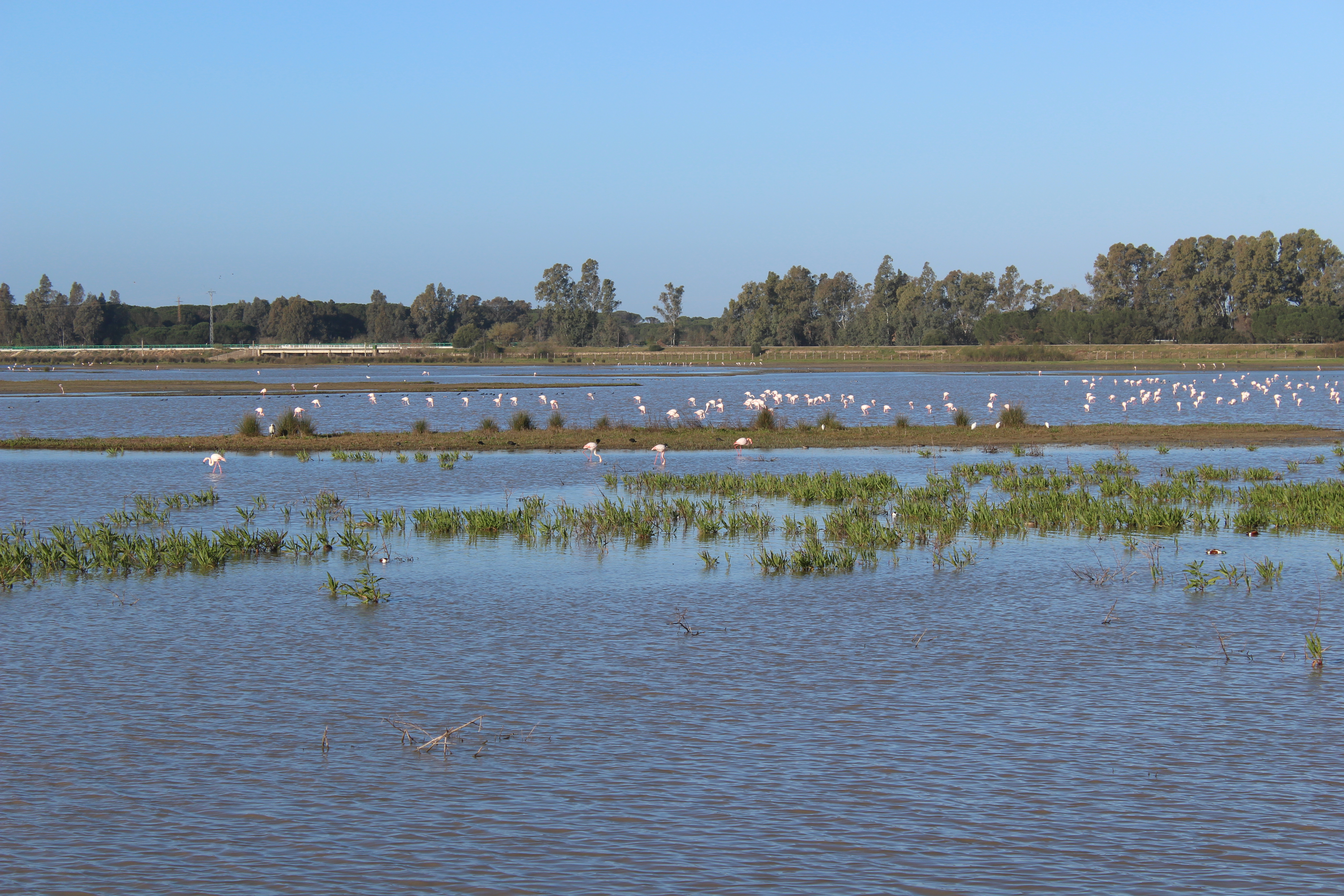
Flamants
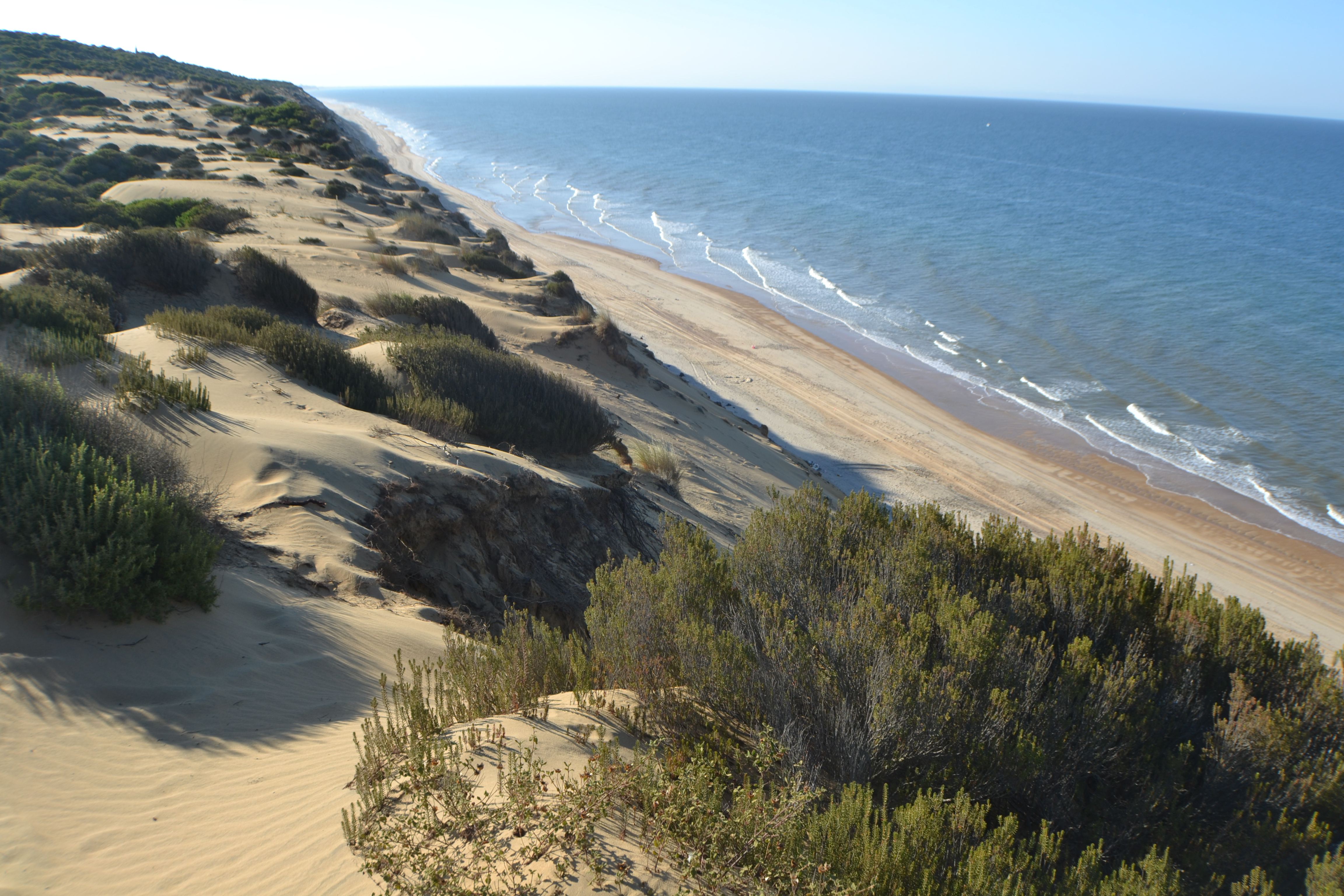
Côte du parc